# Brilliant Adventure (1992–2001)
Albums de David Bowie
Brilliant Live Adventures
(2021) Toy
(2021)
Brilliant Adventure (1992–2001) est un coffret de David Bowie sorti en novembre 2021 qui retrace la carrière du chanteur entre 1992 et 2001. Il fait suite aux coffrets Five Years (1969–1973), Who Can I Be Now? (1974–1976), A New Career in a New Town (1977–1982) et Loving the Alien (1983–1988). Il est édité au format CD (11 disques) et 33 tours (18 disques). Ce coffret est complémentaire au coffret précédent, Brillant Live Adventures sorti plus tôt dans l'année, qui comporte les albums live (souvent inédits) de cette même période.
Ce coffret comporte un album studio inédit, Toy, qui aurait dû sortir à l'origine en 2001.

## Contenu
Le coffret comprend les cinq albums studio publiés par David Bowie durant cette période, dans des versions remasterisées :
- Black Tie White Noise (1993) ;
- The Buddha of Suburbia (1993) ;
- 1. Outside (1995) ;
- Earthling (1997) ;
- 'hours...' (1999).

Le coffret inclut également trois albums bonus.
- BBC Radio Theatre, London June 2000 est un enregistrement dans les conditions du direct à la Broadcasting House le 27 juin 2000. Une version incomplète a déjà paru dans la première édition de l'album Bowie at the Beeb en 2000 ;
- Toy est un projet d'album enregistré en 2000 et abandonné en 2001 qui se compose de nouvelles versions de chansons écrites par Bowie dans les années 1960. Une version de travail en a fuité sur Internet en 2011.
- Re:Call 5 est une compilation de chansons sorties en single ou dans des bandes originales de films à l'époque[2].

Toy est également publié de manière séparée.

## Titres

### BBC Radio Theatre, London June 2000
Toutes les chansons sont écrites et composées par David Bowie, sauf mention contraire.
| 1.  | Wild Is the Wind                | Dimitri Tiomkin, Ned Washington         | 6:22 |
| 2.  | Ashes to Ashes                  |                                         | 5:04 |
| 3.  | Seven                           | David Bowie, Reeves Gabrels             | 4:15 |
| 4.  | This Is Not America             | David Bowie, Lyle Mays, Pat Metheny     | 3:46 |
| 5.  | Absolute Beginners              |                                         | 6:34 |
| 6.  | Always Crashing in the Same Car |                                         | 4:09 |
| 7.  | Survive                         | David Bowie, Reeves Gabrels             | 4:57 |
| 8.  | The London Boys                 |                                         | 3:56 |
| 9.  | I Dig Everything                |                                         | 4:57 |
| 10. | Little Wonder                   | David Bowie, Reeves Gabrels, Mark Plati | 3:51 |

| 1.  | The Man Who Sold the World |                                         | 3:58 |
| 2.  | Fame                       | David Bowie, Carlos Alomar, John Lennon | 4:14 |
| 3.  | Stay                       |                                         | 5:46 |
| 4.  | Hallo Spaceboy             | David Bowie, Brian Eno                  | 5:22 |
| 5.  | Cracked Actor              |                                         | 4:12 |
| 6.  | I'm Afraid of Americans    | David Bowie, Brian Eno                  | 5:32 |
| 7.  | All the Young Dudes        |                                         | 3:42 |
| 8.  | Starman                    |                                         | 4:31 |
| 9.  | "Heroes"                   |                                         | 5:42 |
| 10. | Let's Dance                |                                         | 6:17 |

### (Re:Call 5)
Toutes les chansons sont écrites et composées par David Bowie, sauf mention contraire.
| 1.  | Real Cool World (version de la bande originale Cool World)        |                                                                                        | 5:29 |
| 2.  | Jump They Say (version single)                                    |                                                                                        | 3:54 |
| 3.  | Lucy Can't Dance                                                  |                                                                                        | 5:47 |
| 4.  | Black Tie White Noise (avec Al B. Sure!, version radio)           | David Bowie, Pat Metheny, Lyle Mays                                                    | 3:51 |
| 5.  | Don't Let Me Down and Down (version en indonésien)                | Tahra Mint Hembara                                                                     | 4:56 |
| 6.  | The Buddha of Suburbia (version single)                           |                                                                                        | 4:25 |
| 7.  | The Hearts Filthy Lesson (version single)                         | David Bowie, Brian Eno, Reeves Gabrels, Mike Garson, Erdal Kızılçay, Sterling Campbell | 3:34 |
| 8.  | Nothing to Be Desired                                             | David Bowie, Brian Eno                                                                 | 2:16 |
| 9.  | Strangers When We Meet (version éditée)                           |                                                                                        | 4:21 |
| 10. | Get Real                                                          |                                                                                        | 2:52 |
| 11. | The Man Who Sold the World (Live Eno Mix) (remixé par Brian Eno)  |                                                                                        | 4:21 |
| 12. | I'm Afraid of Americans (de la bande originale du film Showgirls) | David Bowie, Brian Eno                                                                 | 5:12 |
| 13. | Hallo Spaceboy (remixé par les Pet Shop Boys)                     | David Bowie, Brian Eno                                                                 | 4:27 |
| 14. | I Am with Name (version alternative)                              | David Bowie, Brian Eno, Reeves Gabrels, Mike Garson, Erdal Kızılçay, Sterling Campbell | 4:09 |
| 15. | A Small Plot of Land (de la bande originale du film Basquiat)     | David Bowie, Brian Eno, Reeves Gabrels, Mike Garson, Erdal Kızılçay, Sterling Campbell | 3:20 |

| 1.  | Little Wonder (version éditée)                                               | David Bowie, Reeves Gabrels, Mark Plati | 3:44 |
| 2.  | A Fleeting Moment (version en mandarin de Seven Years in Tibet)              | David Bowie, Reeves Gabrels             | 4:00 |
| 3.  | Dead Man Walking (version éditée)                                            | David Bowie, Reeves Gabrels             | 4:03 |
| 4.  | Seven Years in Tibet (version éditée)                                        | David Bowie, Reeves Gabrels             | 4:04 |
| 5.  | Planet of Dreams (duo avec Gail Ann Dorsey)                                  | David Bowie, Gail Ann Dorsey            | 4:11 |
| 6.  | I'm Afraid of Americans (V1-Edit)                                            | David Bowie, Brian Eno                  | 4:30 |
| 7.  | I Can't Read (de la bande originale du film Ice Storm)                       | David Bowie, Reeves Gabrels             | 5:27 |
| 8.  | A Foggy Day in London Town (duo avec Angelo Badalamenti)                     | George Gershwin, Ira Gershwin           | 5:25 |
| 9.  | Fun (Bowienet Mix)                                                           | David Bowie, Reeves Gabrels             | 3:31 |
| 10. | The Pretty Things Are Going to Hell (de la bande originale du film Stigmata) | David Bowie, Reeves Gabrels             | 4:49 |
| 11. | Thursday's Child (version radio)                                             | David Bowie, Reeves Gabrels             | 5:34 |
| 12. | We All Go Through                                                            | David Bowie, Reeves Gabrels             | 4:20 |
| 13. | No One Calls                                                                 | David Bowie, Reeves Gabrels             | 3:52 |

| 1.  | We Shall Go to Town                                                        | David Bowie, Reeves Gabrels | 3:55 |
| 2.  | 1917                                                                       | David Bowie, Reeves Gabrels | 3:31 |
| 3.  | The Pretty Things Are Going to Hell (version éditée)                       | David Bowie, Reeves Gabrels | 4:02 |
| 4.  | Thursday's Child (version éditée)                                          | David Bowie, Reeves Gabrels | 5:34 |
| 5.  | New Angels of Promise (de la bande originale du jeu vidéo The Nomad Soul)  | David Bowie, Reeves Gabrels | 4:39 |
| 6.  | The Dreamers (de la bande originale du jeu vidéo The Nomad Soul)           | David Bowie, Reeves Gabrels | 5:43 |
| 7.  | Seven (démo)                                                               | David Bowie, Reeves Gabrels | 4:09 |
| 8.  | Survive (remixé par Marius de Vries)                                       | David Bowie, Reeves Gabrels | 4:17 |
| 9.  | Something in the Air (remix de la bande originale du film American Psycho) | David Bowie, Reeves Gabrels | 6:03 |
| 10. | Seven (remixé par Marius de Vries)                                         | David Bowie, Reeves Gabrels | 4:15 |
| 11. | Pictures of Lily                                                           | Pete Townshend              | 5:01 |